# Авторадиометрический способ обогащения
Авторадиометри́ческий спо́соб обогаще́ния — способ обогащения полезных ископаемых, основанный на различии порций или кусков руды в интенсивности природного радиоактивного излучения в богатой породе и бедной.
Этим способом обогащаются руды элементов, имеющих природную радиоактивность: урановые, ториевые руды, а также руды, содержащие природные радиоактивные элементы.